# Service de police métropolitaine du district de Columbia
Metropolitan Police Department of the District of Columbia
Le Metropolitan Police Department of the District of Columbia (MPDC) (en français: le Service de police métropolitaine du district de Columbia), généralement abrégé en MPD et communément appelé « D.C. Police », est le service de police municipale de la ville de Washington. Formé en 1861, il est l'un des dix plus importants services de police des États-Unis.

## Histoire
Le Service de police métropolitaine du District de Columbia naît le 6 août 1861 grâce au président alors en poste, Abraham Lincoln, qui souhaite la création d'une police municipale pour la capitale de la nation.

## Organisation
Le service est dirigé par un chef de police. L'actuelle cheffe de police est Cathy L. Lanier, qui a commencé sa carrière comme officière de patrouille, et est devenue la première femme dirigeante du département. Elle a pris ses fonctions le 2 janvier 2007. 
Les policiers du MPDC passent environ trois ans en formation dans une unité de patrouille. Après ces trois ans, les agents peuvent postuler pour accéder à certains emplois spécialisés, par exemple : policier judiciaire, policier canin, policier portuaire, pilote d'hélicoptère, ou membre de la brigade stupéfiants...
Les policiers et policières du MPDC ont longtemps utilisé des révolvers (Smith & Wesson Military & Police calibre .38 sous plusieurs formes), mais depuis 1989, la police de Washington se fournit chez Glock, en les dotant de pistolets calibre 9 mm (Glock G17, G19 et G26). Tous les deux ans, les agents voulant augmenter leur grade peuvent passer le concours de sergent, à condition d'avoir deux années d'ancienneté dans le service.

## Différents secteurs de patrouille

Juridiction du MPDC

Chaque secteur de patrouille (dit District) est dirigé par un commander, équivalent de commissaire dans la police nationale française.
- First District (premier secteur de patrouille)[2]
- Second District (second secteur de patrouille)[3]
- Third District (troisième secteur de patrouille)[4]
- Fourth District (quatrième secteur de patrouille)[5]
- Fifth District (cinquième secteur de patrouille)[6]
- Sixth District (sixième secteur de patrouille)[7]
- Seventh District (septième secteur de patrouille)[8]

## Différents services du MPDC
Afin d'accomplir ses diverses missions, la police de la capitale des États-Unis a été divisée en plusieurs services.
Les unités les plus spécialisées ont été regroupées au sein de la Special Operations Division :
Créé en 1984 et élite de la SOD, l'Emergency Response Team représente le SWAT du MPDC. Ses missions peuvent consister en des assauts coordonnés contre des objectifs choisis tels que des criminels lourdement armés dans des lieux retranchés. Les membres de cette unité disposent d'un équipement spécifique : 
- casques spéciaux, grenades à effet de choc et gilets pare-balles pour tous les opérateurs ;
- pistolets SIG-Sauer P226 ;
- pistolets-mitrailleurs Colt 635 SMG, H&K MP5 (le plus courant des 3 modèles)et IMI UZI ;
- fusils d'assaut Colt M16A2 ou Colt M4 ;
- fusils à pompe Remington 870 ;
- et fusils à lunette Remington 700 pour les tireurs de précision.